# Simon Hurtrelle
Simon Hurtrelle, né en 1648 à Béthune et mort le 11 mars 1724 à Gennevilliers, est un sculpteur français, d'inspiration antique, qui travailla sur les chantiers de Marly et de Versailles, sous le règne de Louis XIV.

## Biographie

### En Italie
Simon Hurtrelle est envoyé à l'Académie de France à Rome en 1673, installée à cette date dans le palais Caffarelli, pour se perfectionner en sculpture et réaliser des copies antiques pour le roi. Il est pensionnaire avec Anselme Flamen, Jean-Baptiste Théodon, Jacques Prou... sous la direction de Noël Coypel et Charles Errard. Ce dernier écrivait dans une lettre adressée à Colbert, le 2 décembre 1676 : « Le sieur Simon Utrel, sculpteur, est l'un des plus capables de l'Académie, lequel a plus de facilité au travail, qui s'y applique davantage et à l'étude, de bonne conduite et obéissant ».
En 1677, il devient membre de l'Accademia di San Luca en remportant le 1er prix du Concours Académique en sculpture, d'une scène sur la création de l'homme, Nocchieri (en) le second, et Théodon le troisième. Il est un élève du cavalier Bernin (Gian Lorenzo Bernini)
En 1682, il quitte l'Italie et assure le transport, vers la France, des œuvres taillées à l'antique pour Louis XIV à l'Académie, à bord de la Notre-Dame-des-Anges, une frégate légère de 16 canons construite au Havre en 1659.

### En France
Il s'est présenté devant l'Académie royale de peinture et de sculpture le 29 novembre 1687. Il est reçu membre, le 31 mars 1690, avec le Christ pleuré par la Vierge et les anges. Il y deviendra professeur-adjoint le 3 juillet 1706.
Il partage l'atelier de Pierre Mazeline, rue de Bourbon, où ils achèvent la statue équestre de Louis XIV en 1692, un bronze pour la ville de Montpellier. Simon Hurtrelle demeure à Paris jusqu'en 1718, puis s'installe à Niort de 1719 à 1723.
Claude Guy Hallé exécuta le portrait de Hurtrelle.

## Famille
Il épouse Anne Leclerc :
- Marie-Anne (1689-), son parrain est le sculpteur Martin Desjardins
- Jeanne
- Marguerite
- Simon Hurtrelle (1692-1755), notaire à Paris (1734 à 1755), dessinateur et graveur à l’eau-forte

## Œuvres

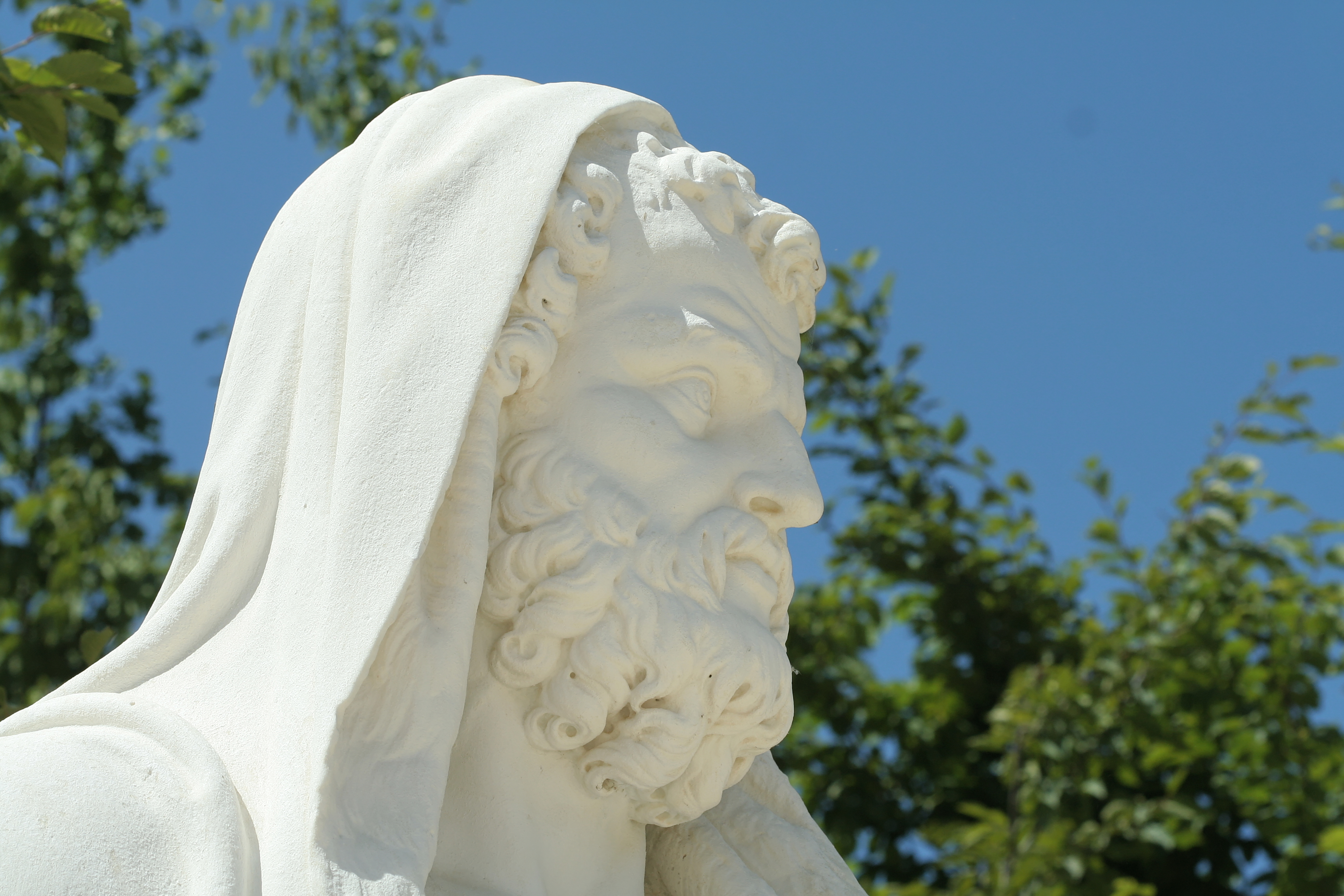
Détail de Théophraste, au rond-Point des Philosophes, Versailles.
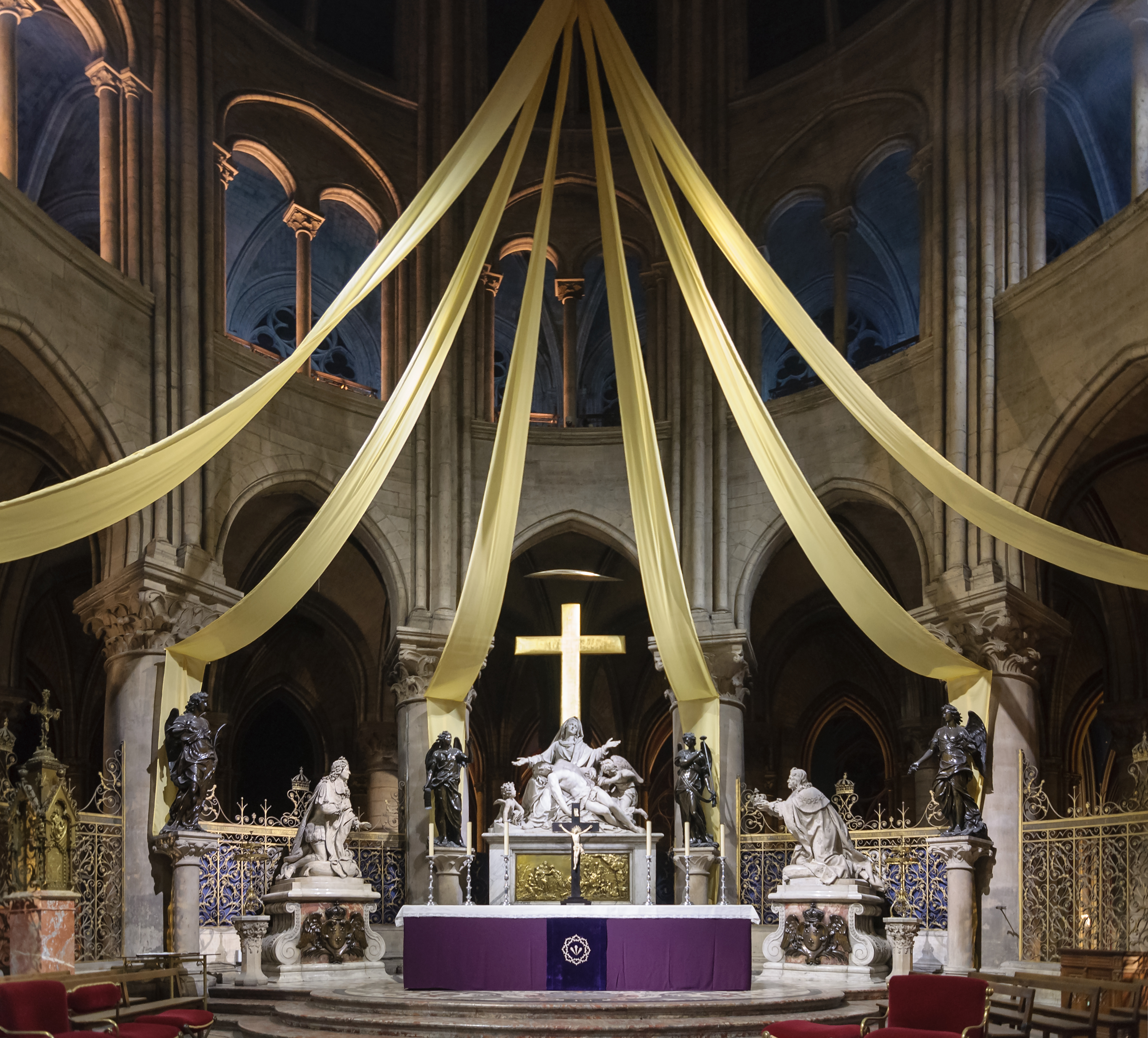
L'Ange porteur de l'éponge imbibée de vinaigre, en bronze, sur le pilier à droite de la croix, maître-autel de la cathédrale Notre-Dame de Paris.
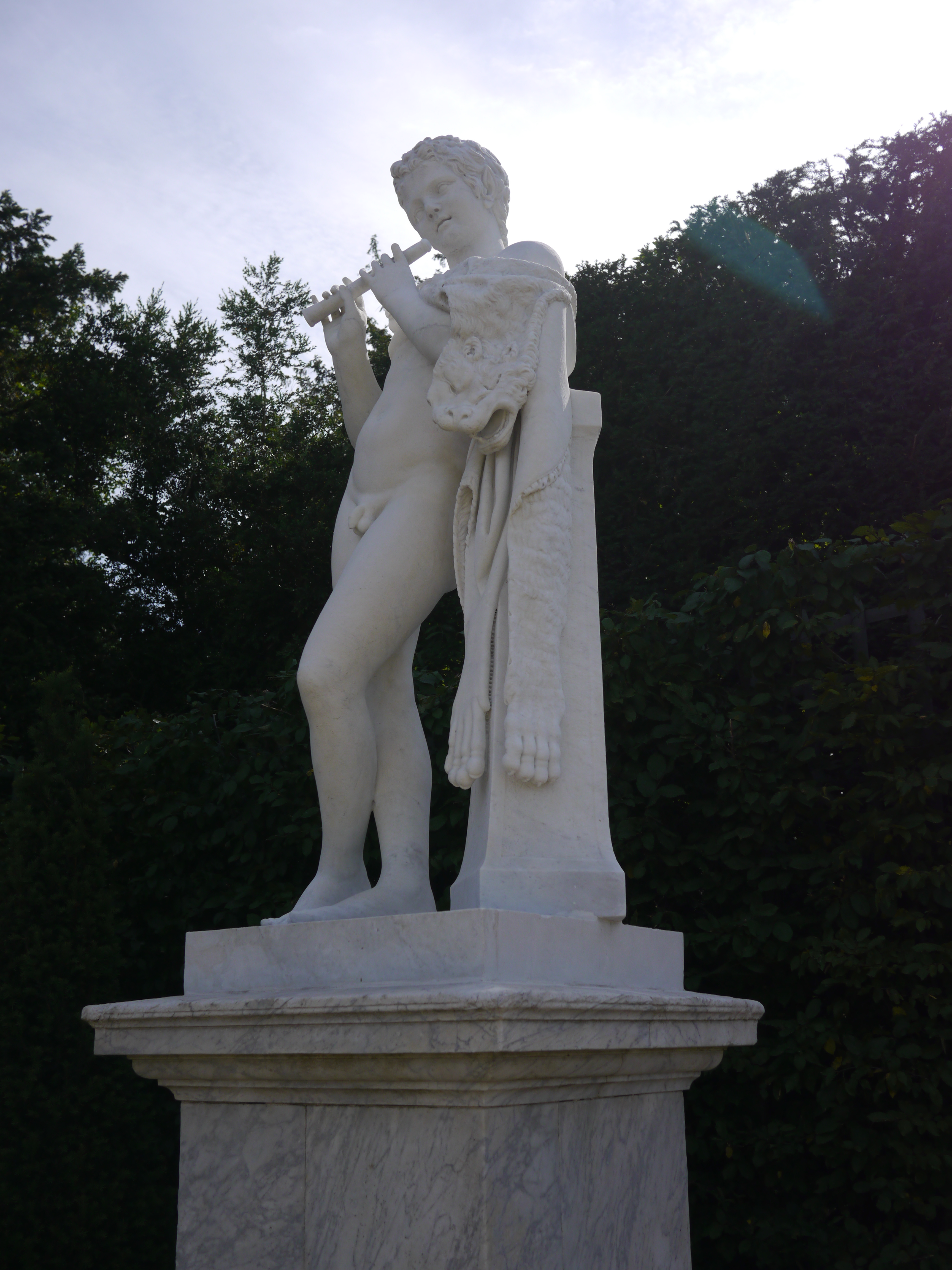
Faune jouant de la flûte, parterre de Latone, versailles.
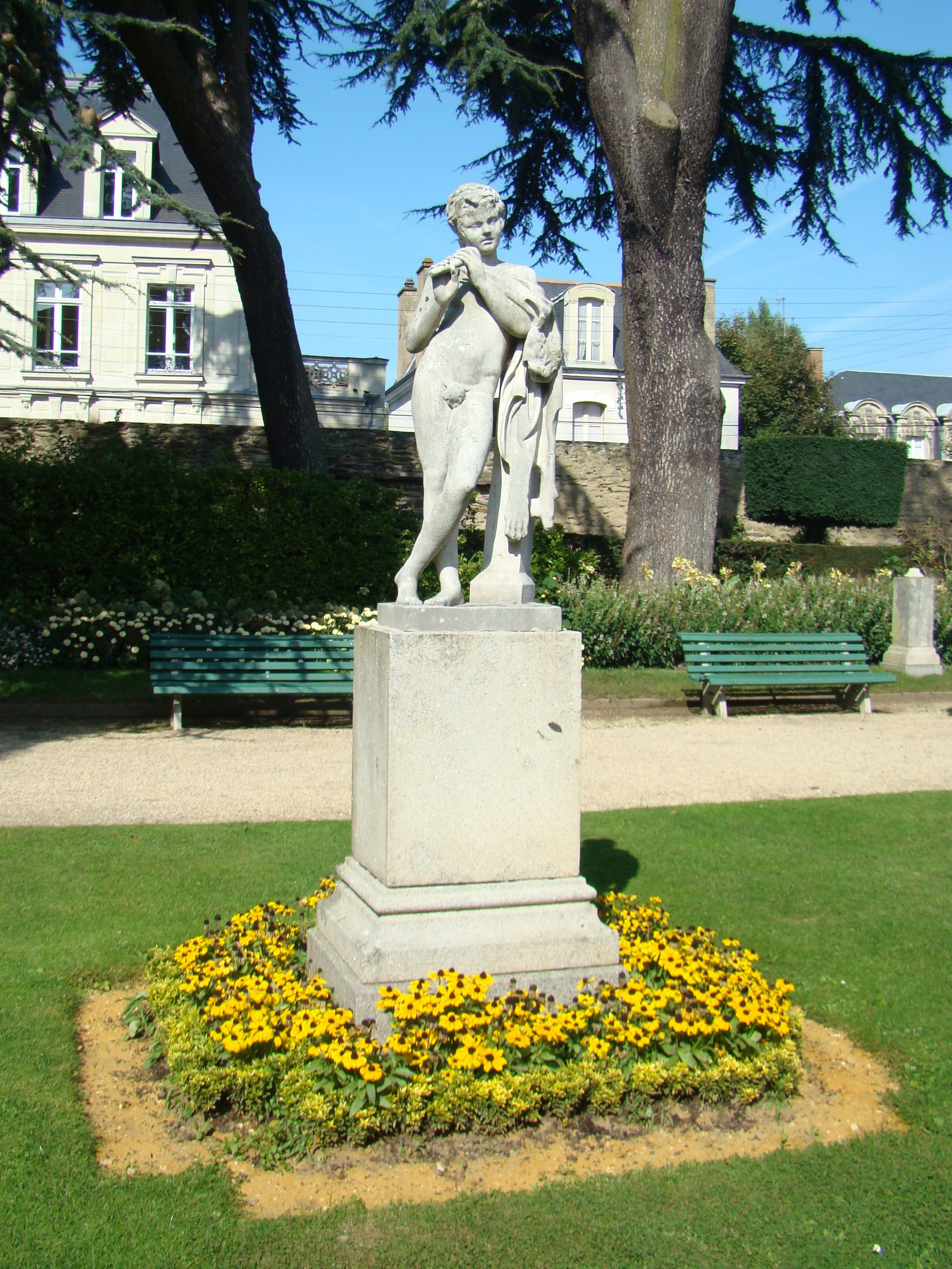
Copie du faune par des élèves de Rennes, parc du Thabor.

Marly-le-Roi
- Groupe représentant deux nymphes, enfants et attributs. Marbre destiné à la pièce d'eau des Nappes du parc du château de Marly.

Versailles
- Vase Borghèse Bacchanale (1683), parterre de Latone, terre-plein, parc de Versailles.
- Vase Médicis Le sacrifice d'Iphigénie (1683), parterre de Latone, terre-plein, parc de Versailles.
- Faune jouant de la flûte (1685), statue du parterre de Latone, rampe nord, parc de Versailles (copie de l'antique au Palais Borghèse).
- Chaire à prêcher et cadre du retable du maître-autel (1686), sculpture sur bois en chêne (à l'origine avec polychromie blanche et dorure), église Notre-Dame de Versailles.
- Théophraste (1686-1688), sculpture de terme en marbre située au rond-Point des Philosophes, parc de Versailles.
- Chapiteaux d'ordre ionique (éléments communs) (1687-1688) : un des nombreux sculpteurs exécutants pour le Grand Trianon, d'après les modèles de Noël Jouvenet[10].
- Frise de jeux d'enfants (1701), un des sculpteurs du bas-relief en stuc doré, salon de l'Œil-de-bœuf, château de Versailles[3].
- Saint Cyrille (1707), statue en pierre de Tonnerre de Cyrille d'Alexandrie, balustrade de la toiture de la chapelle du château de Versailles (cour basse, 3e statue à partir de l'est)[11].

Montpellier
- Statue équestre de Louis XIV (1692), d'après un dessin de Jules Hardouin-Mansart, modelée avec Pierre Mazeline pour la réalisation d'un bronze par Simonneau ou Balthazar Keller (inaugurée en 1718, détruit en 1792).

Paris
- Tombeau de Michel Le Tellier (†1685), statues en marbre dessinées et sculptées conjointement avec Pierre Mazeline. Église Saint-Gervais-Saint-Protais.
- Tombeau de Charles, duc de Créqui (†1687), dessiné par Charles Le Brun, statues réalisées avec Pierre Mazeline pour l'église du couvent des Capucines (détruite). Chapelle saint Étienne, église Saint-Roch (la Religion et la Libéralité se trouvent dans le dôme des Invalides depuis 1803)[12].
- Le Christ pleuré par la Vierge et les anges[13] ou Vierge de Pitié[14] (1690), bronze, musée du Louvre.
- Saturne dévorant l'un de ses enfants (1699), statue en marbre, musée du Louvre[15]
- Groupe de saint Jérôme et de saint Augustin, balustrade extérieure des huit Pères des Églises Grecques et Latines, hôtel des Invalides.
- La prise de Damiette : bas-relief dans la chapelle dite de la Sainte-Vierge (où se trouve le mausolée de Vauban), au-dessus de l'arcade qui mène à la chapelle de saint Augustin, hôtel des Invalides[16].
- Ange porteur de l'éponge imbibée de vinaigre[17], un des six grands Anges porteurs des instruments de la Passion, sur un pilier des arcades du Sanctuaire du maître-autel, cathédrale Notre-Dame de Paris. Bronze du fondeur belge Roger Schabol[18].
- Léda et l'amour (après 1715), marbre signé « Fr Hurtrel fecit Paris »[19], pour Auguste II de Pologne[5], Dresde.

Saint-Gratien
- Tombeau de Nicolas de Catinat (†1712). Chapelle de saint Jacques le Majeur, ancienne église de Saint-Gratien.

Niort
- Statue de Bacchus (1721), parc du château de Surimeau. Sculpture signée « Hurterel fecit, 1721 » attribuée à Hurtrelle, musée de Niort.